# Забашта Ростислав Васильович
Ростисла́в Васи́льович Заба́шта (*8 вересня 1959) — український мистецтвознавець, бандурист.

## Біографічні відомості
Ростислав Васильович Забашта народився 1959 року. Син живописця Василя Івановича Забашти. Мати Людмила Іванівна Забашта (1937 року народження). Старша сестра Галина (1956 року народження) .
Науковий співробітник відділу народного мистецтва Інституту народознавства НАН України (Львів). Нині працює науковим співробітником Інституту мистецтвознавства, фольклористики та етнології імені Максима Рильського НАН України. Завідувач відділу образотворчого мистецтва. Спеціалізується в галузі давнього й традиційного мистецтва, зокрема скульптури та пластики, міфологічних вірувань, культів. Автор низки статей у наукових журналах і колективних монографіях .
Науковий редактор першого тому багатотомного видання «Козак Мамай», що побачив світ у червні 2008 року у видавництві «Родовід». Ростислав Забашта, який також досліджував Мамая, буде впорядником наступного тому проекту, що включатиме авторські праці митців .
Грає на старосвітській бандурі, яку опанував 1979 року, переймаючи виконавську школу Георгія Ткаченка.
Брав участь у редагуванні видання «Історія українського мистецтва».